# ヴァイオリンソナタ第5番 (ベートーヴェン)
ヴァイオリンソナタ第5番（ヴァイオリンソナタだいごばん）ヘ長調 作品24 は、ルートヴィヒ・ヴァン・ベートーヴェンが1800年から1801年にかけて作曲したヴァイオリンソナタ。

## 概要
ベートーヴェンのヴァイオリンソナタの中でも非常に有名な曲であり、その、幸福感に満ちた明るい曲想から『春』や『スプリングソナタ』という愛称で親しまれている。元々、ベートーヴェンは前作の第4番 イ短調とセットで「作品23」として出版するつもりであったが、製本上の理由により、別々に出版された。
ベートーヴェン自身のヴァイオリン演奏は技術的に稚拙で自作のヴァイオリン部を公開で弾く機会はほとんどなかった。ヴァイオリンのイディオムにもピアノのそれに対するほど通じてはいなかったので、ソナタの旋律リズムはピアノのものが中心になっている。

## 曲の構成
- 第1楽章 アレグロ
ヘ長調、4分の4拍子、ソナタ形式。
ピアノの伴奏に乗ってヴァイオリンで第1主題が歌われる。主題は10小節からなり、順次進行で下降したあと、跳躍を含む音型が3回繰り返されて盛り上がって終わるという、大変バランスの取れた、非常に美しい旋律である。その旋律がピアノで繰り返されたあと、推移となり第2主題が導かれるが、それは第1主題と対比して、和音連打によるものである。コデッタは連打による動機の模倣と、音階によるものからなる。展開部は第2主題が使用され、再現部は提示部と逆で、第1主題はピアノ→ヴァイオリンの順で奏される。

- 第2楽章 アダージョ・モルト・エスプレッシーヴォ
変ロ長調、4分の3拍子、三部形式（または変奏曲形式）。
分散和音の伴奏に乗って、美しい旋律がピアノ、ヴァイオリンの順で歌われる。推移部のあと、主題が再現する際、それは装飾的な変奏や、転調などで彩られる。

- 第3楽章 スケルツォ：アレグロ・モルト
ヘ長調、4分の3拍子。
音階が上がったり下がったりする主部と急速なトリオからなる、短い楽章。

- 第4楽章 ロンド：アレグロ・マ・ノン・トロッポ
ヘ長調、2分の2拍子、ロンド形式。
「A - B - A - C - A - B - A - コーダ」の構造を持つ。軽やかなAの主題は、同音が3回連打されることで印象付けられる。2部分からなり、ハ短調に陰るなど様々な要素を持つBと、3連符とシンコペーションのリズムを伴うニ短調のCを経て、Aの主題がニ長調で再現されると、さらに美しく変奏されて、喜びに満ちたまま曲は終わる。